# Area 11
Area 11 – brytyjski zespół muzyczny założony w 2010 roku. W skład zespołu wchodzą: Tom Clarke „Sparkles*”, Alex Parvis „Parv”, Jonathan Kogan „Kogie” oraz Leo Taylor.

## Dyskografia

### Albumy studyjne
| Rok  | Dane dot. albumu | Najwyższe pozycje na listach | Najwyższe pozycje na listach |
| Rok  | Dane dot. albumu | GBR                          | BEL (FLA)                    |
| ---- | --- | ---------------------------- | ---------------------------- |
| 2013 | All the Lights in the Sky - Wydany: 31 stycznia 2013 - Wytwórnia: Yogscast Studios - Format: 4×CD, digital download | 75                           | 183                          |

### EP
| Rok  | Dane dot. albumu                                                                                        |
| ---- | --- |
| 2011 | Blackline EP - Wydany: 3 września 2011 - Wytwórnia: Breaking the Boredom - Format: CD, digital download |

### Single
| Rok                            | Tytuł                                | Najwyższe pozycje na listach | Album                     |
| Rok                            | Tytuł                                | GBR                          | Album                     |
| ------------------------------ | ------------------------------------ | ---------------------------- | ------------------------- |
| 2011                           | „Dota 2 Beta Key”                    | –                            | –                         |
| 2012                           | „Knightmare/Frame”                   | –                            | –                         |
| 2012                           | „Reply Boyz”                         | –                            | –                         |
| 2012                           | „Minecraft Christmas”                | 69                           | –                         |
| 2013                           | „Shi no Barado” (feat. Beckii Cruel) | 115                          | All the Lights in the Sky |
| 2013                           | „Go!! Fighting Action Power”         | –                            | –                         |
| 2013                           | „Heaven–Piercing Gga Drill”          | –                            | All the Lights in the Sky |
| „–” pozycja nie była notowana. |                                      |                              |                           |

### Pozostałe utwory

#### Z gościnnym udziałem
| Rok  | Tytuł                        | Album                                  |
| ---- | ---------------------------- | -------------------------------------- |
| 2014 | „Wonder Wars” (Fujikomatune) | Wonder Momo (Original Soundtrack 2014) |

### Teledyski
| Rok  | Tytuł                        | Reżyser   |
| ---- | ---------------------------- | --------- |
| 2011 | „Dota 2 Beta Key”            | Schroeder |
| 2013 | „Go!! Fighting Action Power” | –         |
| 2013 | „Heaven–Piercing Giga Drill” | –         |
| 2014 | „All the Lights in the Sky”  | –         |